# Seth Bauer
Pour les articles homonymes, voir Bauer.
Seth David Bauer, né le 25 septembre 1959 à Bridgeport (Connecticut), est un rameur d'aviron américain.

## Carrière
Seth Bauer remporte la médaille de bronze de l'épreuve de huit aux Championnats du monde d'aviron 1981. Quatrième aux Mondiaux de 1982 et septième en 1983, Seth Bauer fait partie de l'équipe de huit américaine sacrée championne du monde aux Championnats du monde d'aviron 1987.
Il participe aux Jeux olympiques de 1988 se tenant à Séoul où il est médaillé de bronze en huit.